# Халід Кучукович Абуков
Халід Кучукович Абуков (1900 - 27 жовтня 1937) - черкеський письменник.

## Біографія
Халід Кучукович Абуков народився 1900 року в аулі Абуковський (нині в Карачаївському районі Карачаєво-Черкесії). Закінчив 2-класну світську школу. 
З 1912 по 1918 роки разом із сім'єю перебував на еміграції в Османській імперії. Після повернення на батьківщину став збирачем у Баталпашинській друкарні.
Його перші літературні твори - фейлетони, нариси, кореспонденції - почали друкуватися в 1924 році в газеті "Адиге ПсеукӀе". У 1930 році написав роман «На берегах Зеленчука» (Інджіджуфем і діж), в якому описував поширення ідей соціалізму в Черкесії. Вважається основоположником черкеської літератури.
В 1931 став членом Асоціації пролетарських письменників Північного Кавказу, в 1932 - директором Черкеського обласного національного видавництва, в 1934 - членом Спілки письменників СРСР і першим головою Черкеського відділення Спілки письменників СРСР.
У 1935 році репресований, засуджений до 10 років позбавлення волі. У жовтні 1937 року засуджений до розстрілу і незабаром страчений.